# Fonyó József
Fonyó József (Dunakeszi, 1934. május 11. – Budapest, 2004. július 19.) Jászai Mari és Aase-díjas magyar színművész, Fonyó István színművész testvérbátyja.

## Életpályája
1954–1958 között a Színház- és Filmművészeti Főiskola hallgatója volt. 1958–1962 között a kecskeméti Katona József Színház művésze volt. 1962-ben Keszeg András szerepét játszotta Shakespeare: Vízkereszt című drámájában az Állami Déryné Színházban, és még attól az évtől a Vígszínházhoz szerződött, amelynek haláláig tagja maradt.
Kezdetben táncoskomikus, majd vígjátékok és drámák karakterszerepeit alakította, gyakori szereplője volt filmeknek is.

## Színpadi szerepei
A Színházi adattárban regisztrált bemutatóinak száma: 94. Ugyanitt tizenöt színházi fotón is látható.
- García Lorca: Vérnász... Második vőfély
- Nagy Ignác: Tisztújítás... Inas
- Karinthy Ferenc: Szellemidézés... Öcsi
- Bertolt Brecht: Koldusopera... J.J. Peacock; Filcs
- Martos Ferenc: Lili bárónő... Józsi
- Földes-Harmath: Viktória... Jancsi
- Sardou-Najac: Váljunk el... Valentin
- Visnyevszkij: Optimista tragédia... Rekedt
- William Shakespeare: Szentivánéji álom... Ösztövér
- George Bernard Shaw: Szent Johanna... Courcelles; John de Stogumber
- Csizmarek-Nádassi-Semsei: Érdekházasság... Misi
- Frisch: És a holtak újra énekelnek (Requiem)... Eduard
- Csehov: Három nővér... Szoljonij
- Massz-Cservinszkij: Fehér akácok... Szása
- William Shakespeare: Vízkereszt vagy amit akartok... Nemes Keszeg András; Fábián
- Martos-Bródy: Leányvásár... Jefferson
- Felkai Ferenc: A hercegkisasszony... Sóskuti Lajos
- Darvas Szilárd: Zöld láng... Libala
- Čapek: Fehér kór... Adjunktus
- Adujev: Dohányon vett kapitány... Anton
- Darvas József: Hajnali tűz... Géza
- Beaumarchais: A sevillai borbély... Don Basilo
- Katona József: Bánk bán... Biberách
- Kálmán Imre: Csárdáskirálynő... Bóni gróf; Tonelli
- Perényi Kálmán: Simonyi óbester... Paul Aristid Bresseau
- William Shakespeare: Rómeó és Júlia... Mercutio; Benvolio
- Jókai Mór: Cigánybáró... Ottokár
- Feydeau: Osztrigás Mici... Petypon
- Svarc: Az árnyék... Orvos
- Brecht: Állítsátok meg Arturo Uit!... Giuseppe Gobolla
- Thurzó Gábor: Hátsó ajtó... Joe
- O'Neill: Amerikai Elektra... Peter Niles
- Leonov: Hóvihar... Madali
- Tolsztoj: Anna Karenina... Patrickij
- Szilágyi László: Mária főhadnagy... Biccentő
- Csiky Gergely: Az udvari kalap (A nagyra termett)... Emanuel
- Dosztojevszkij: A Karamazov testvérek... Fogadós; Vrublevszkij
- Márkus György: Az Olympikon... Görög kar tagja
- Radzinszkij: Filmet forgatunk... Pétya
- Brecht: Egy fő az egy fő... Jeraiah Jip
- Thurzó Gábor: Az ördög ügyvédje... Kacsmár Sándor
- Rostand: Cyrano... Ligniére; Le Bret
- Feydeau: Egy hölgy a Maximból... Hadnagy
- Makszim Gorkij: A Nap fiai... Misa
- Simon: Furcsa pár... Roy
- Fauquez: Toronyóra lánccal... Sorompoló
- Strindberg: Haláltánc... Hadnagy
- Kesserling: Arzén és levendula... Rooney hadnagy; Mr. Gibbs
- Szabó György: Szekrénybe zárt szerelem... Második ellenőr
- Galambos Lajos: Fegyverletétel... Vezérkari főnök
- Molnár Ferenc: Liliom... Az esztergályos
- Kőszegi Ábel: Töredék...
- Frisch: Don Juan, avagy a geometria szerelme... Don Balthazár Lopez
- Molière: A nők iskolája... Henrik
- Rabe: Bot és gitár... Őrmester
- William Shakespeare: Antonius és Cleopatra... Proculeius
- Hernádi Gyula: Királyi vadászat... Ruppert Géza hadnagy
- Gombrowicz: Operett... Elnök
- Heller: A 22-es csapdája... Scheisskopf hadnagy
- Kleist: Homburg hercege... Truchs gróf
- Miller: Közjáték Vichyben... Ferrand
- Pomerance: Az elefántember... Londoni rendőr; Egy portás a Londoni Kórházban
- Csurka István: Reciprok komédia... Vasutas
- Móricz Zsigmond: Uri muri... Mákos
- Székely János: Vak Béla király... Őrség parancsnoka
- Schiller: Don Carlos... Don Taxis
- Dobozy Imre: A tizedes meg a többiek... Szovjet százados
- Sütő András: Álomkommandó... Zénó
- Vargas Llosa: Pantaleón és a hölgyvendégek... Máximo Dávila
- Ibsen: A nép ellensége... Részeg
- Malamud: A segéd... Leo
- Székely János: Mórok... Anvar
- Carlo Goldoni: Két úr szolgája...
- Eliot: Gyilkosság a katedrálisban... Hírnök
- Leonard Bernstein: West Side Story... Glad Hand
- Füst Milán: A néma barát...
- Ödön von Horváth: Mesél a bécsi erdő... Pap
- Szomory Dezső: Hermelin... Bruga
- Carlo Goldoni: A legyező... Timoteo
- Tolsztoj: Háború és béke... Alpatics
- Miller: A salemi boszorkányok... Ezekiel Cheever
- Réthly Attila: Élve vagy halva... Bán bácsi
- Bertolt Brecht: A szecsuáni jóember... Második isten

## Filmjei
| - Égi madár (1957) - Külvárosi legenda (1957) - Csempészek (1958) – Nyalókaárus - A harangok Rómába mentek (1958) - Álmatlan évek (1958) – Berczik - Két emelet boldogság (1960) - Kilenc perc… (1960; rövid játékfilm) - Próbaút (1961) - Az aranyember (1962) - Házasságból elégséges (1962) - A szélhámosnő (1963) - Fotó Háber (1963) - Nyáron egyszerű (1963) - Tücsök (1963) - Aranyfej (1964) - Egy magyar nábob (1964) - A kőszívű ember fiai 1-2. (1964) - A tizedes meg a többiek (1965) - Minden kezdet nehéz (1966) - Szentjános fejevétele (1966) - Változó felhőzet (1966) - Egy szerelem három éjszakája (1967) - Harlekin és szerelmese (1967) - Nem várok holnapig (1967) - A beszélő köntös (1968) - Egri csillagok 1-2. (1968) - Falak (1968) - Ismeri a szandi mandit? (1969) - Pokolrév (1969) - Szemtől szembe (1970) - Madárkák (1971) - Csínom Palkó (1973) - Jelbeszéd (1974) - A csillagszemű 1-2. (1977) - Requiem (1979, átdolgozott változat: 1981) - Az utolsó futam (1983) - Gyerekrablás a Palánk utcában (1985) - Hány az óra, Vekker úr? (1985) - Szeleburdi vakáció (1987) - Könnyű vér (1989) - Sose halunk meg (1993) - Retúr (1996) - A napfény íze (1999) | - Az attasé lánya (1963) - Vízivárosi nyár (1964) - Princ, a katona 1-13. (1966) - Bors (1968) - Őrjárat az égen 1-4. (1970) - A 0416-os szökevény (1970) - Jöjjön el a te országod (1971) - Egy óra múlva itt vagyok (1971) - Vidám elefántkór (1971) - Jó estét nyár, jó estét szerelem (1972) - Hazai történetek (1972) - Sólyom a sasfészekben (1973) - Petőfi 1-6. (1977) - Nyúlkenyér (1977) - Volt egyszer egy színház (1977) - A Zebegényiek (1978) - Vakáció a halott utcában (1978) - Zokogó majom 1-5. (1978) - Baleset (1978) - A világ közepe (1979) - Cserepek (1980) - P. Howard. Írta: Rejtő Jenő (1981) - Appassionata (1982) - Különös házasság 1-4. (1984) - T.I.R. (1984) - Isten teremtményei (1986) - A Freytág testvérek (1989) - Angyalbőrben (1991) - Privát kopó (1992) - Ábel Amerikában (1997) - Na végre, itt a nyár! (2002) |